# مقاتلات الجيل الثالث

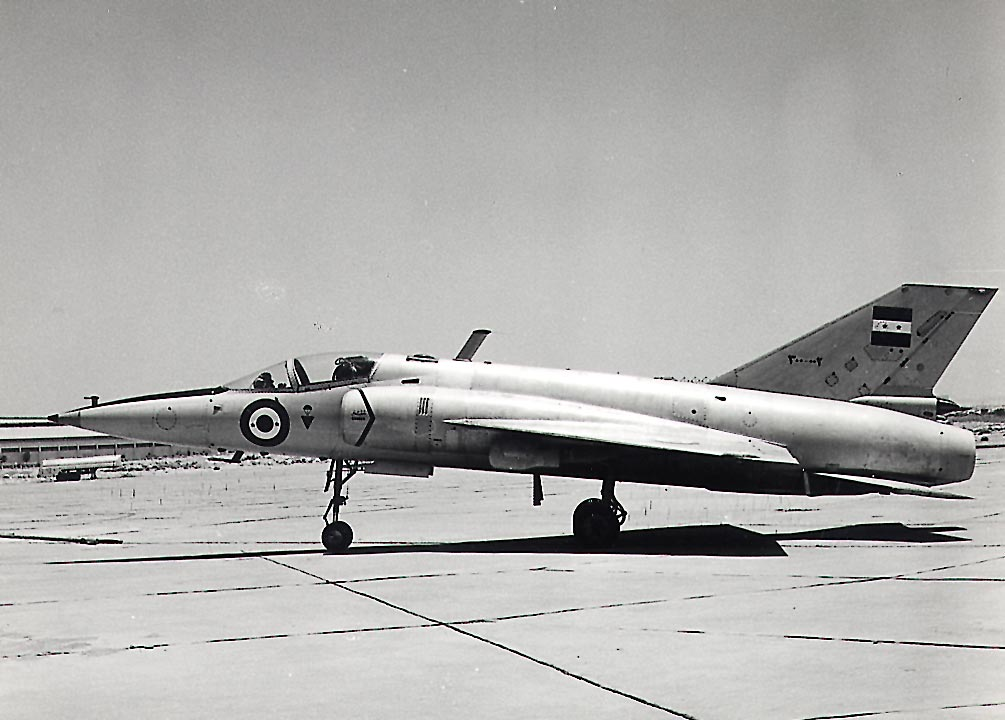
HA-300

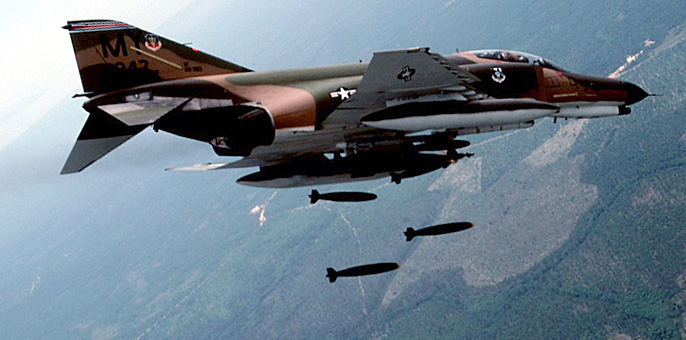
F-4 Phantom II

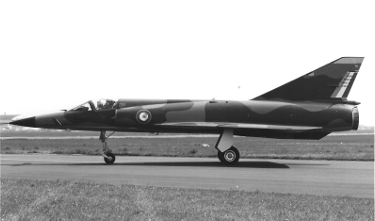
Dassault Mirage III

وكان الجيل الثالث من المقاتلات النفاثة هو فئة الطائرات المقاتلة التي تطورت بين أوائل الستينات والسبعينات.

## تطوير
شهد الجيل الثالث نضوجاً مستمراً لابتكارات الجيل الثاني، ولكنه يتسم في المقام الأول بالتركيز المتجدد على القدرة على المناورة والقدرات التقليدية للهجوم الأرضي. وعلى مدى ستينيات القرن العشرين، أظهرت التجربة القتالية المتزايدة مع الصواريخ الموجهة أن القتال سوف يتحول في نهاية المطاف إلى معارك عقائدة متقاربة. بدأ تقديم الطائرات التناظرية، لتحل محل أجهزة قياس القيادة «المزودة بمقياس بخار» القديمة. ومن بين التحسينات التي أدخلت على تحسين الأداء الديناميكي الهوائي لمقاتلي الجيل الثالث، أسطح التحكم في الطيران مثل ألواح الكناش، وحبال التعليق الكهربائية، والأغطية المتدلية. سيحاول عدد من التقنيات للإقلاع والهبوط بشكل عمودي/قصير، ولكن التوجه إلى توجيه سيكون ناجحا على طائرة هاريير القفز.كانت F-4 Phantom II واحدة من أكثر الطائرات المقاتلة من الجيل الثالث تطوراً وكانت الطائرة الوحيدة التي تطير كملاك أزرق وطائر ثندربيرد.

## إلكترونيات
ركز النمو في قدرات القتال الجوي على إدخال صواريخ جو - جو محسنة، وأنظمة الرادار، وغيرها من الطائرات. وفي حين ظلت الأسلحة النارية تشكل المعدات القياسية (كانت النماذج الأولى من طراز F-4 تشكل استثناءً ملحوظا)، فإن الصواريخ من الجو أصبحت الأسلحة الأساسية لمقاتلي التفوق الجوي. وقد وظفوا رادارات أكثر تطورا وأدوية متوسطة المدى من أجل تحقيق نطاقات أكبر من «المواجهة»، ومع ذلك، تبين أن احتمالات القتل كانت منخفضة بشكل غير متوقع بالنسبة لصواريخ RF بسبب ضعف الموثوقية وتحسين التدابير المضادة الإلكترونية (ECM) للانتحال الباحثين عن الرادار. فقد شهدت AAMs التي تعمل بالأشعة تحت الحمراء توسعا في مجالات الرؤية إلى 45 درجة، الأمر الذي عزز من سهولة استخدامها التكتيكية. ومع ذلك، فإن انخفاض نسب الخسائر في مقابل الصرف التي جربتها المقاتلات الأمريكية في السماء فوق فيتنام قاد البحرية الأمريكية إلى إنشاء مدرسة الأسلحة المقاتلة الشهيرة «توبيغون»، الذي وفر مناهج دراسية على مستوى الدراسات العليا لتدريب طياري الطائرات المقاتلة على أساليب وتقنيات متقدمة في مناورة القتال الجوي (ACM) والتدريب على القتال الجوي (DACT) دون تشابهه.

## أسلحة
شهد هذا العصر أيضاً توسعاً في قدرات الهجوم الأرضي، وخاصة في الصواريخ الموجهة، وشهد البدء في استخدام أول طيارين فعّالين حقاً لتعزيز الهجمات البرية، بما في ذلك أنظمة تجنب الأراضي. فقد تحولت الصواريخ من الجو إلى السطح (ASM) المجهزة بباحثين عن التباين الكهروضوئي (E-O) ــ مثل النموذج الأولي لـ AGM-65 Maverick المستخدم على نطاق واسع ــ إلى أسلحة قياسية، وأصبحت القنابل الموجهة بالليزر منتشرة على نطاق واسع في الجهود الرامية إلى تحسين قدرات الهجوم الدقيق. وقد قدمت توجيهات بشأن هذه الذخائر الموجهة بدقة من قبل أغلفة استهداف مركبة من الخارج، والتي تم إدخالها في منتصف الستينات.
كما أدى ذلك إلى تطوير أسلحة جديدة تعمل بالنار الآلية، وهي في المقام الأول أسلحة مسلسلة تستخدم محركاً كهربائياً لدفع آلية المدفع؛ وقد سمح هذا حمل سلاح واحد متعدد البراميل (مثل فولكان مقاس 20 مم) وتوفير معدلات أعلى من النيران والدقة. ازدادت موثوقية Powerparat وأصبحت المحركات النفاثة «بلا دخان» لجعل الرؤية البصرية للطائرات لمسافات طويلة أصعب.

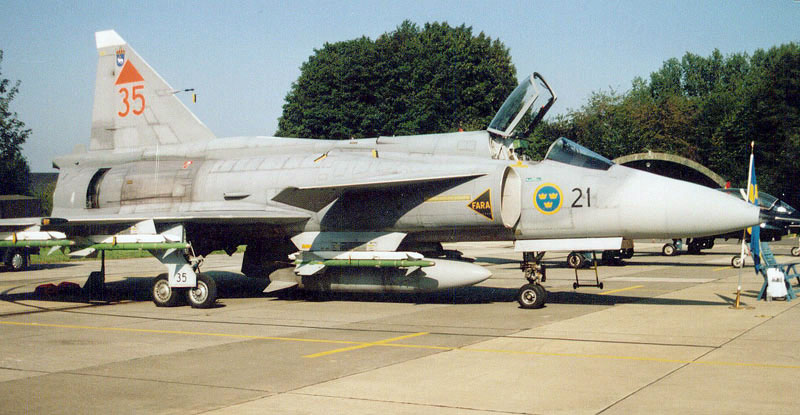
صعب 37 فيجن

## تخصص
كما قدمت طائرات الهجوم البري المخصصة مثل الـ Grumman A-6 Intruder والـ SEPECAT Jaguar والـ LTV A-7 Corsair II أنظمة هجوم ليلي أطول مدى وأكثر تطورا أو أقل تكلفة من الطائرات الأسرع من الصوت. مع الأجنحة ذات الهندسة المتغيرة، زودت الـ F-111 الأسرع من الصوت Pratt & Whitney TF30، وهو أول محرك توربيني مجهز بحارق لاحق. وكان المشروع الطموح يسعى إلى إنشاء مقاتلة مشتركة متعددة الاستخدامات للعديد من الأدوار والخدمات. وسوف يخدم كمفجر القنابل في كل الأحوال الجوية، ولكنه كان يفتقر إلى الأداء في إلحاق الهزيمة بالمقاتلين الآخرين. وقد تم تصميم نموذج McDonnell-Douglas F-4 Phantom حول الرادار والصواريخ كجهاز اعتراض في جميع الأحوال الجوية، ولكنه ظهر كمهاجم متعدد الاستخدامات رشاقة بما فيه الكفاية ليغلب على المعركة الجوية، التي تبنتها القوات البحرية الأمريكية والقوات الجوية والفيلق البحري. وعلى الرغم من أوجه القصور العديدة التي لن يتم التعامل معها بشكل كامل حتى تقوم طائرات مقاتلة أحدث، فقد زعم النموذج أن 280 من الطائرات قد قتلت، أكثر من أي مقاتلة أميركية أخرى فوق فيتنام. وفي ظل قدرات النطاق والحمولة الصافية التي نافست قدرات قاذفات القنابل التابعة للحرب العالمية الثانية مثل B-24 Liberator، ستصبح Phantom طائرة متعددة الأدوار ناجحة للغاية.

## الطائرات

### المقاتلون / المعترضون
ملاحظة: قد تتوفر بيانات خاصة بواحد من الاثنين فقط في بعض الحالات (دفعي جاف/بعد الاحتراق)

### الطائرات الملغاة
- وصلة=|حدود Egypt
  - حلوان HA-300 (أول رحلة في 7 مارس 1964)
- وصلة=|حدود فرنسا
  - داسو ميراج إف 2 (أول رحلة في 12 يونيو 1966)
  - داسو ميراج جي (أول رحلة في 18 نوفمبر 1967)
  - داسو ميراج IIIV (أول رحلة في 18 نوفمبر 1967)
- وصلة=|حدود جمهورية الصين الشعبية
  - نانتشانغ J-12 (أول رحلة في 26 ديسمبر 1970)
- وصلة=|حدود باكستان
  - مشروع Sabre II (تم التخلي عن المشروع)
- وصلة=|حدود الاتحاد السوفيتي
  - Mikoyan-Gurevich Ye-8 (أول رحلة في 11 سبتمبر 1962)
  - Mikoyan-Gurevich Ye-150 / Ye-151 / Ye-152 (أول رحلة في 10 يوليو 1959)
- وصلة=|حدود المملكة المتحدة
  - هوكر P.1121 (لم يتم بناؤه)
  - هوكر سيدلي P.1154 (لم يتم بناؤه قط)
- وصلة=|حدود الولايات المتحدة
  - بيل D-188A (لم يُصنع أبدًا)
  - Douglas F5D Skylancer (أول رحلة في 21 أبريل 1956)
  - صاروخ دوغلاس إف 6 دي (لم يُصنع قط)
  - جنرال ديناميكس–غرومان إف-111بي (أول رحلة في 18 مايو 1965)
  - Grumman XF12F (لم يتم بناؤه مطلقًا)
  - لوكهيد CL-1200 / X-27 لانسر (لم تصنع أبدًا)
  - لوكهيد YF-12 (أول رحلة في 7 أغسطس 1963)
  - أمريكا الشمالية XF-108 Rapier (لم تُصنع أبدًا)
  - Rockwell XFV-12 (غير قادر على الطيران)
  - Vought XF8U-3 Crusader III (أول رحلة في 2 يونيو 1958)
  - نورثروب إف -20 تايجر شارك
- وصلة=|حدود ألمانيا الغربية
  - EWR VJ 101 (أول رحلة في 10 أبريل 1963)